# Angelika Wende
Angelika Wende, geborene Kallmayer (* 1959 in Kaiserslautern) ist eine deutsche Fernsehmoderatorin, Autorin, bildende Künstlerin und Sprecherin. Heute arbeitet sie überwiegend als Coach und Sprechtrainerin.

## Leben
Wende studierte Germanistik und Literaturwissenschaften an der Johannes Gutenberg-Universität Mainz. Nach der Sprecherausbildung bei Hans Müller-Trenk in München war sie von 1989 bis 1991, noch unter ihrem Familiennamen Kallmayer, unter den ersten Moderatorinnen des Münchner Senders Pro 7. 1991 wechselte als Fernsehansagerin zum ZDF und war dort 13 Jahre tätig, davon zwei Jahre als heute-Nachrichtensprecherin. 
Sie war nominiert zum Raab der Woche, Opfer in Thomas Ohrners Versteckte Kamera, spielte in dem Kurzfilm Tag der Befreiung, war Off-Sprecherin für Phoenix, ZDF und Arte, Protagonistin in Werbespots und Moderatorin von Lotto am Mittwoch. Mit ihrer letzten Ansage ging am 30. April 2000 auch zugleich die Ära der Fernsehansagerinnen im ZDF zu Ende. Bis Juli 2003 präsentierte sie im Wechsel mit Heike Maurer und Claudia Melters die NKL-Tagesmillion im ZDF.
Nach einem schweren Autounfall im Februar 2004 zog sie sich aus der Öffentlichkeit zurück und machte eine Ausbildung zur Psychologischen Beraterin an der Paracelsus Schule Mainz. Sie studierte homöopathisches Wissen, widmete sich dem Schreiben sowie der Malerei. Den Schwerpunkt bildet seit Ende 2011 die Arbeit in der Wiesbadener Praxis als Coach und Sprechtrainerin. Sie gibt Seminare zum Thema Selbstwert und Selbstverwirklichung und ist Dozentin an der Wiesbadener Freie Kunstschule. In ihrem Blog Zwischen Innen und Außen schreibt sie über die menschliche Psyche. 
Wende lebt und arbeitet in Wiesbaden.

## Einzelausstellungen
- 2010, Medea Galerie Ka5, Mainz
- 2012 Dissoziation, RAR Gallery, Berlin

## Ausstellungskurationen
- Leben ist Form : Ausstellung zum 100. Geburtstag der Bildhauerin Irmgard Biernath

Im Auftrag der Stadt Mainz in Zusammenarbeit mit dem BBK Rheinland-Pfalz
- Generationen: 30 Jahre Kunstverein, Mainz
- Christoph Klose, Berlin : Kunstverein Eisenturm, Mainz
- Volker Hildebrandt, Köln : Kunstverein Eisenturm

## Veröffentlichungen
- Farben der Tränen. Arboresal Verlag, 2003, Hardcover, ISBN 9783980741736
- Ich hatte Angst ... Arboresal Verlag, 2003, Taschenbuch, ISBN 9783980741729
- mit Norbert Merz: Ein neues Zeitalter einer alten Heilkunde. Arboresal Verlag, 2008, Taschenbuch, ISBN 3980741788